# Urszula Kasperzec
Urszula Kasperzec, z d. Wilk (ur. 19 lutego 1960 w Głubczycach) – polska siatkarka, mistrzyni i reprezentantka Polski.

## Kariera sportowa
Z Płomieniem Milowice zdobyła mistrzostwo Polski w 1979, 1980 i 1981, brązowy medal mistrzostw Polski w 1978 i 1982. Od 1982 reprezentowała barwy ŁKS Łódź, sięgając z tą drużyną po mistrzostwo Polski w 1983, brązowy medal w 1985 i wicemistrzostwo Polski w 1986, a także Puchar Polski w 1986. Od 1987 występowała w Wiśle Kraków, zdobywając z nią brązowy medal mistrzostw Polski w 1988.
W reprezentacji Polski seniorek debiutowała 20 maja 1979 w towarzyskim spotkaniu z Koreą Północną, czterokrotnie wystąpiła na mistrzostwach Europy (1979 – 8 m., 1981 – 5 m., 1983 – 9 m., 1985 – 7 m.). Ostatni raz w reprezentacji zagrała w meczu mistrzostw Europy w 1985 z Węgrami. Łącznie w biało-czerwonych barwach wystąpiła w 166 spotkaniach, w tym 137 oficjalnych.